# Kalk-natron-glas
Kalk-natron-glas, Soda-kalk-silikatglas eller sodaglas er den mest almindelig, billigste og anvendt glas til f.eks. vinduesglas, flasker, marmeladeglas og drikkeglas og undertiden lygteglas. Omkring 90 % af alt glas, der produceres er kalk-natron-glas. Til fremstillingen bruges bl.a. natriumcarbonat og siliciumdioxid.
Sodaglas er et kort glas, med det skal der forstås temperaturforskellen mellem den flydende
og faste tilstand på glasset lille,taler man om et kort glas, er det
modsatte tilfældet benævnes glasset
langt. 